# Ľubomír Gogolák
Patrik Banovič (* 24. únoru 1990 v Trnavě) je slovenský fotbalový útočník v současnosti působící v FC Spartak Trnava.

## Fotbalová kariéra
Svou fotbalovou kariéru začal v FK Lokomotíva Trnava. Dále působil v: FC Spartak Trnava, FK Slovan Duslo Šaľa a ŠK SFM Senec.